# Бижиктиг-Хая

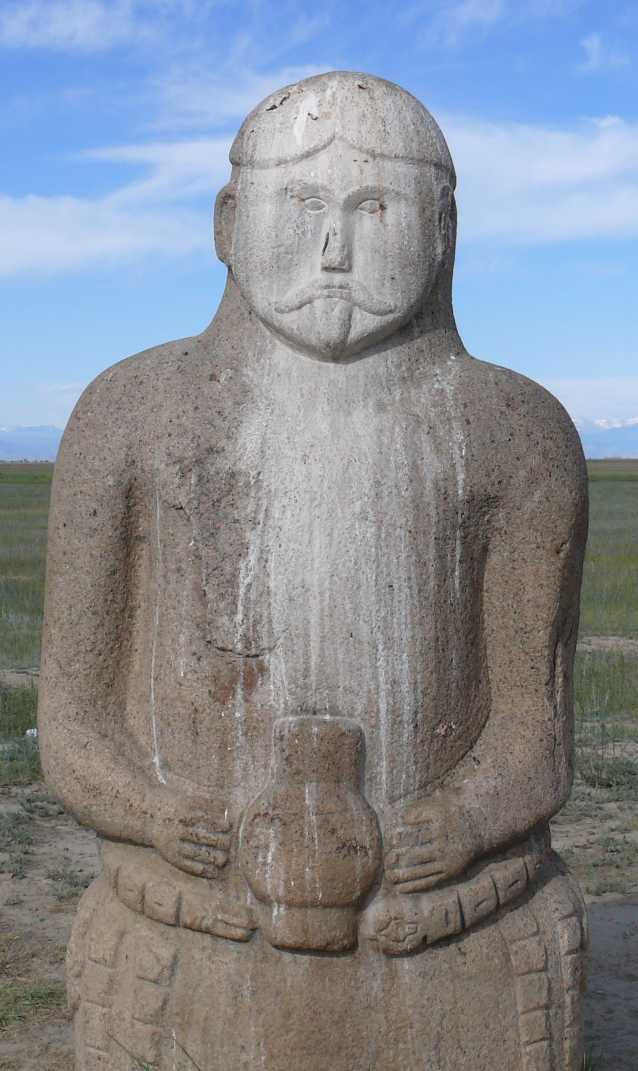
в 2-х км от села находится Каменное изваяние (кижи-кожээ) «Чингисхан»

Бижиктиг-Хая (тув. Бижииктыг хая — скала с писаницами) — село в Барун-Хемчикском кожууне Республики Тыва. Административный центр и единственный населённый пункт Бижиктиг-Хайского сумона.

## География
Село находится у р. Кол-Кежиг.
Уличная сеть
ул. Культуры, ул. Ленина, ул. Нагорная, ул. Новая, ул. Сайзырал.
К селу примыкают местечки (населённые пункты без статуса поселения): м. Аглы-Шат, м. Арга-Чарык, м. Билиишкинниг-Хову, м. Бугалыг-Бут, м. Даштыг-Сарыг-Озен, м. Доора-Даг, м. Дыттыг-Ой, м. Калбак-Тей, м. Кижи-Кожээ, м. Конгаргай, м. Кош-Сарыг, м. Кыдыы-Шыраа-Булак, м. Кыскаш-Тей, м. Полевой Стан, м. Узун-Ой, м. Час-Адыр, м. Чолдак-Ой, м. Шол, м. Шык, м. Шыраа-Булак.
Географическое положение
Расстояние до:
районного центра: Кызыл-Мажалык: (6 км.)
краевого центра: Кызыл (274 км.)
Ближайшие населённые пункты
Кызыл-Мажалык 6 км, Барлык 7 км, Ак-Довурак 8 км, Дон-Терезин 13 км, Аксы-Барлык (Алдын-Булак) 16 км, Аянгаты (Сарыг-Бель) 18 км

## Население
| 2002 | 2010 | 2011 | 2012 | 2013 | 2014 | 2015 |
| ---- | ---- | ---- | ---- | ---- | ---- | ---- |
| 428  | ↗576 | ↘575 | ↘555 | ↘551 | ↘550 | ↗554 |
| 2016 | 2017 | 2018 | 2019 | 2020 | 2021 |      |
| ↘545 | ↘543 | ↗547 | ↘541 | ↗547 | ↗604 |      |

## Инфраструктура
Средняя общеобразовательная школа, детский сад, фельдшерско-акушерский пункт (ФАП), Дом культуры и духовного развития.
Сельское хозяйство
СПК «Бижиктиг-Хая»
СПК «Кижи-Кожээ»
Административная деятельность
Хурал Представителей Сельского Поселения Сумон Бижиктиг-Хая
Администрация Сельского Поселения Сумон Бижиктиг-Хая

## Транспорт
Автодорога местного значения.